# Zou Jingyuan
Zou Jingyuan (en chino: 邹敬园; Yibin, 3 de enero de 1998) es un deportista chino que compite en gimnasia artística, especialista en la prueba de barras paralelas.
Participó en dos Juegos Olímpicos de Verano, obteniendo en total cinco medallas, dos en Tokio 2020, oro en las paralelas y bronce en la prueba por equipos (junto con Lin Chaopan, Sun Wei y Xiao Ruoteng), y tres en París 2024, oro en las paralelas y plata en las anillas y por equipo (con Liu Yang, Su Weide, Xiao Ruoteng y Zhang Boheng).
Ganó siete medallas en el Campeonato Mundial de Gimnasia Artística entre los años 2017 y 2022.

## Palmarés internacional
| Juegos Olímpicos   | Juegos Olímpicos        | Juegos Olímpicos  | Juegos Olímpicos     |
| Año                | Lugar                   | Medalla           | Prueba               |
| ------------------ | ----------------------- | ----------------- | -------------------- |
| 2020               | Tokio (Japón)           | Medalla de oro    | Paralelas            |
| 2020               | Tokio (Japón)           | Medalla de bronce | Concurso por equipos |
| 2024               | París (Francia)         | Medalla de oro    | Paralelas            |
| 2024               | París (Francia)         | Medalla de plata  | Anillas              |
| 2024               | París (Francia)         | Medalla de plata  | Concurso por equipos |
| Campeonato Mundial |                         |                   |                      |
| Año                | Lugar                   | Medalla           | Prueba               |
| 2017               | Montreal (Canadá)       | Medalla de oro    | Paralelas            |
| 2018               | Doha (Catar)            | Medalla de oro    | Paralelas            |
| 2018               | Doha (Catar)            | Medalla de oro    | Concurso por equipos |
| 2019               | Stuttgart (Alemania)    | Medalla de plata  | Concurso por equipos |
| 2022               | Liverpool (Reino Unido) | Medalla de oro    | Concurso por equipos |
| 2022               | Liverpool (Reino Unido) | Medalla de oro    | Paralelas            |
| 2022               | Liverpool (Reino Unido) | Medalla de plata  | Anillas              |